# Eleidin
Eleidin ist ein Protein in der menschlichen Haut, das im Stratum lucidum („Glanzschicht“) vorkommt und dieser ihren Namen gibt.

## Allgemein
Eleidin ist ein durchsichtiges, fett- und eiweißreiches, azidophiles Protein, das als Zwischenprodukt bei der Umwandlung von Keratohyalin zu Keratin auftritt. Diese Transformation ist ein wesentlicher Bestandteil der Keratinisierung, des Prozesses, bei dem bestimmte Hautzellen (Keratinozyten) hart und widerstandsfähig werden, um die äußere Schutzschicht der Haut zu bilden. Die Zusammensetzung von Eleidin ist nicht vollständig geklärt, da es sich um ein transientes Stadium in einem dynamischen biologischen Prozess handelt.

## Vorkommen im Stratum lucidum
Das Stratum lucidum ist eine unter dem Mikroskop sehr einheitlich aussehende Zellschicht, die ausgeprägt nur an der Leistenhaut der Hände und Füße vorkommt. Sie hat die Aufgabe, eine Barriere gegen alle Formen von Eindringlingen in die Haut darzustellen. Sie besteht zum Großteil aus einer öligen Schicht mit geringeren Brechungsunterschieden (daher erscheint sie transparent). Hier verflüssigen sich Keratohyalingranula zu einer halbflüssigen, fett- und eiweißreichen, azidophilen Substanz, dem Eleidin. In der Felderhaut ist das Stratum lucidum kaum ausgebildet und daher nur als dünner, andersfarbiger Zellstreifen unter dem beinahe unstrukturierten Stratum corneum zu erkennen. Es bildet hier die Übergangsschicht zur stark inhomogenen Körnerzellschicht.

## Funktionen und Bedeutung
Eleidin hat wichtige Aufgaben im Hautgewebe:
- Barrierefunktion: Als Zwischenprodukt im Keratinisierungsprozess hilft Eleidin, die Barriereeigenschaften der Haut zu stärken. Diese Barriere schützt den Körper vor äußeren Einflüssen wie Mikroorganismen, Chemikalien und physikalischen Schäden.
- Transparenz und Flexibilität: Die durchsichtige Natur von Eleidin trägt zur Lichtdurchlässigkeit des Stratum lucidum bei. Dies ist besonders wichtig an Stellen, die eine gewisse Flexibilität und Elastizität benötigen, wie Handflächen und Fußsohlen.
- Feuchtigkeitsregulierung: Eleidin trägt dazu bei, die Feuchtigkeit in der Haut zu regulieren, indem es als Zwischenstadium bei der Bildung von Keratin fungiert, das wiederum eine wasserabweisende Barriere bildet.